# شیگاشی
شیگاشی ((به ژاپنی: 志賀氏 Shigashi)؛ – مرگ ۱۵۸۷) بانوی اشراف ژاپنی و جنگجوی زن ژاپنی (اونا بوگیشا) از دوره سنگوکو بود. شیگاشی به معنای بانویی از خاندان شیگا است و نام واقعی او مشخص نیست.